# 梅恩蘭島 (昔德蘭群島)

梅恩蘭島（英文：Mainland）是蘇格蘭的島嶼，也是昔德蘭群島的主島，位於北海，長76公里、寬28公里，面積970平方公里，最高點海拔高度449米，2013年人口18,765。